# Jesper Tørring
Jesper Tørring (Dinamarca, 27 de septiembre de 1947) es un atleta danés retirado, especializado en la prueba de salto de altura, en la que llegó a ser campeón europeo en 1974.

## Carrera deportiva
Jesper ganó la medalla de oro en las pruebas de salto de altura del Campeonato Europeo de Atletismo de 1974, con un salto de 2.25 metros que batió el récord previo de dicho campeonato. Superó al soviético Kęstutis Šapka (plata también con 2.25 m, pero tras más intentos que Jesper) y al checoslovaco Vladimír Malý (bronce con 2.19 m).